# عبود السراج
عبود السراج عميد كلية الحقوق بجامعة دمشق سابقاً وعميد كلية الحقوق في الجامعة العربية الدولية (الأوربية) حتى عام ٢٠٢١ وخبير دولي في جامعة الدول العربية والأمم المتحدة، ولد في مدينة دير الزور في سوريا 24 كانون الأول 1936. عام 1970 حصل عبود السراج على دكتوراه دولة في الحقوق في جماعة باريس (السوربون).

## تحصيله العلمي
أمضى دراسته الأبتدائية في مدرسة هنانو، ودراسته الإعدادية والثانوية في مدرسة التجهيز الأولى، درس الحقوق والفلسفة في جامعة دمشق، ومارس المحاماة بين عامي (1960-1962) ثم عُين قاضياً في مجلس الدولة، ومنه انتقل معيداً في كلية الحقوق إلى أن أوفد إلى جامعة السوربون في باريس عام 1965 حصل في فرنسا على ماجستير في القانون الجزائي، وماجستير ثان في القانون المدني، ودبلوم ثالث في العلوم الجزائية إلى أن نال درجة دكتوراه الدولة في (الحقوق) عام 1971 بدرجة الشرف الكبرى وتهنئة المحلفين، نال جائزة أفضل رسالة دكتورا لعام 1971 [بحاجة لمصدر] وبمجرد عودته إلى سورية، عين أستاذاً في كلية الحقوق بجامعة دمشق 12 أيلول 1971.
ذهب في إعارة إلى جامعة الكويت من عام (1976-1980) ودرس في قسم الدراسات العليا في الأردن عام (1984-1988) ثم عُين أستاذ في الجامعة اللبنانية في بيروت عام 1994 إلى جانب عمله في جامعة دمشق، وما زال يدرس فيها يومين في الأسبوع، وذلك بالإضافة إلى تدريسه في جامعة جدارا للدراسات العليا في الأردن منذ عام 2006 يوماً واحدا في الأسبوع حتى هذا التاريخ.

## عمله
ترأس قسم القانون الجزائي في كلية الحقوق مدة خمسة وعشرين عاماً، ثم عين عميداً لكلية الحقوق (1999-2003)، ويعمل منذ عام 1982 محاضراً في جامعة نايف العربية في الرياض وجامعات وكليات الشرطة في كل من دبي وأبوظبي والشارقة وقطر والكويت، ويعمل خبيرا عربياً في جامعة الدول العربية منذ عام 1974 لقضايا القانون الجزائي الدولي والجريمة والمخدرات والإرهاب والفساد، ويعمل خبيراً دولياً في الأمم المتحدة منذ عام 1990 ويتردد على فروعها في نيويورك والنمسا وجنيف وباريس، لقضايا حقوق الإنسان ومكافحة الإرهاب وغسل الأموال والفساد والمحكمة الجنائية الدولية، ويترأس المجموعة العربية في إعداد بعض الاتفاقيات الدولية من قبل الأمم المتحدة.
شارك فيما يقارب المائة مؤتمر وندوة علمية عقدت في بعض الدول العربية والإسلامية وفي أوروبا وآسيا وأفريقيا وأمريكا، تولى قضايا كبرى في الجرائم الاقتصادية، وله شهرة في الدفاع عن المظلومين وأصحاب الحقوق الضائعة، حصل على وسام السعفة الأكاديمية بدرجة فارس من الحكومة الفرنسية، وتم تقليده هذا الوسام في حفل أقيم في السفارة الفرنسية في دمشق في 12 أيلول 2005.
عمل أيضاً كرئيس لمجلس أمناء جامعة الجزيرة الخاصة بدير الزور، له مجموعة كبيرة من المؤلفات المنشورة في التشريع الجزائي الإسلامي، والقانون وعلم الإجرام وعلم العقاب، وله مايقارب المائة بحث منشور في مجلات علمية وفي ندوات ومؤتمرات علمية عقدت في مختلف دول العالم.
عين عميداً لكلية الحقوق في الجامعة العربية الدولية في دمشق حيث افتتحت الكلية في عام 2017.